# Klest (dřevo)

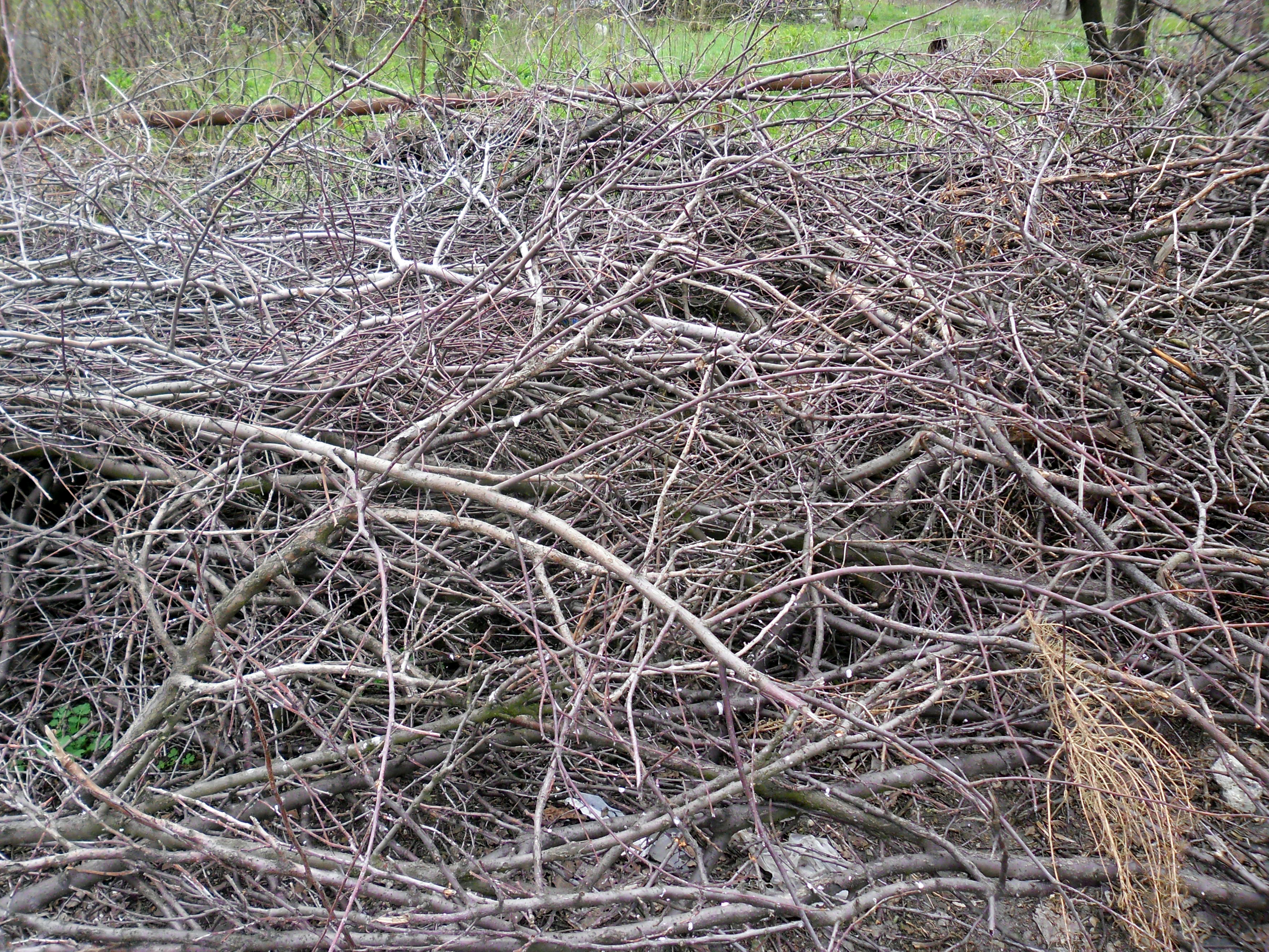
Hromada chrastí

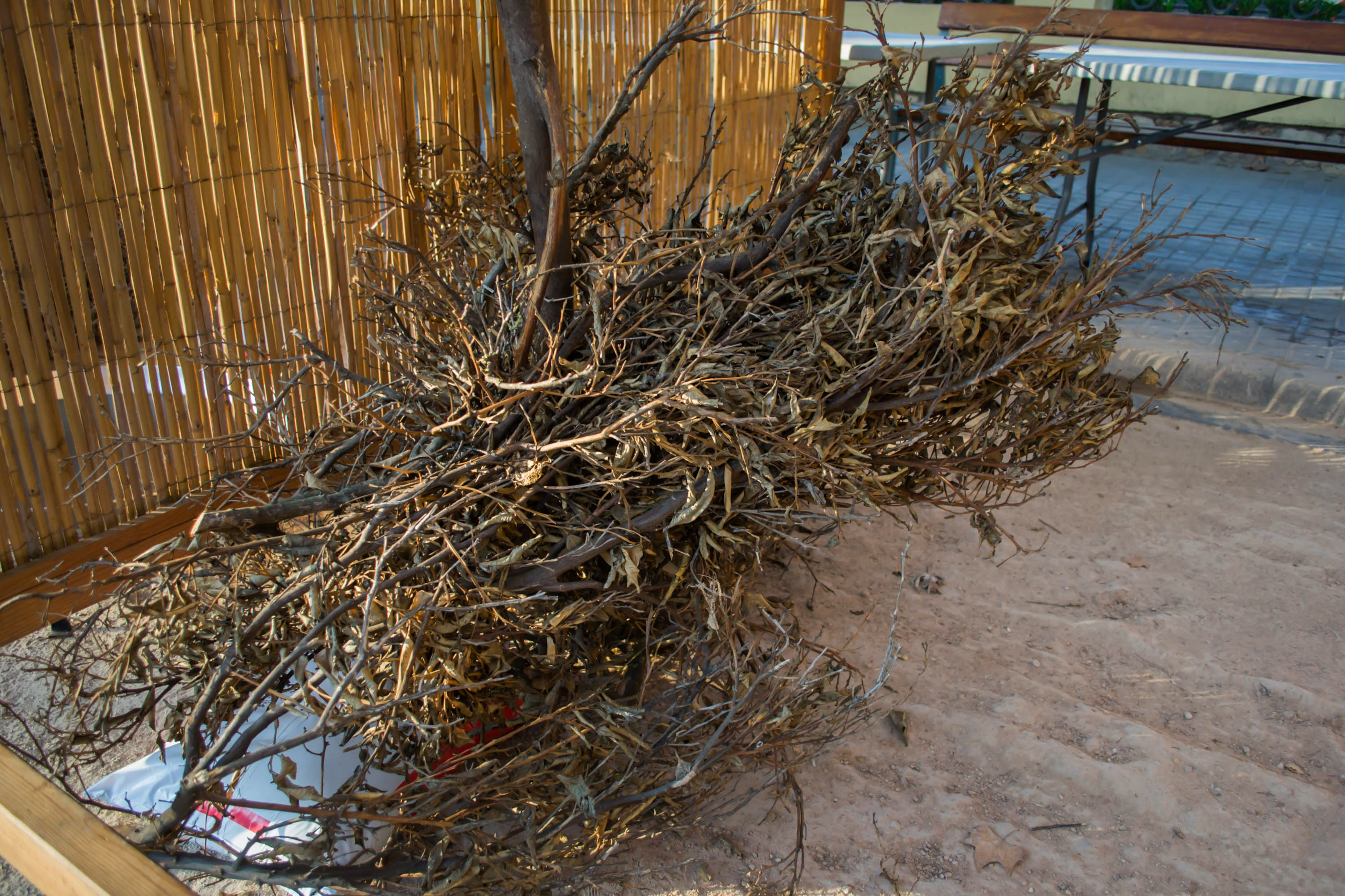
Chrastí připravené jako palivo

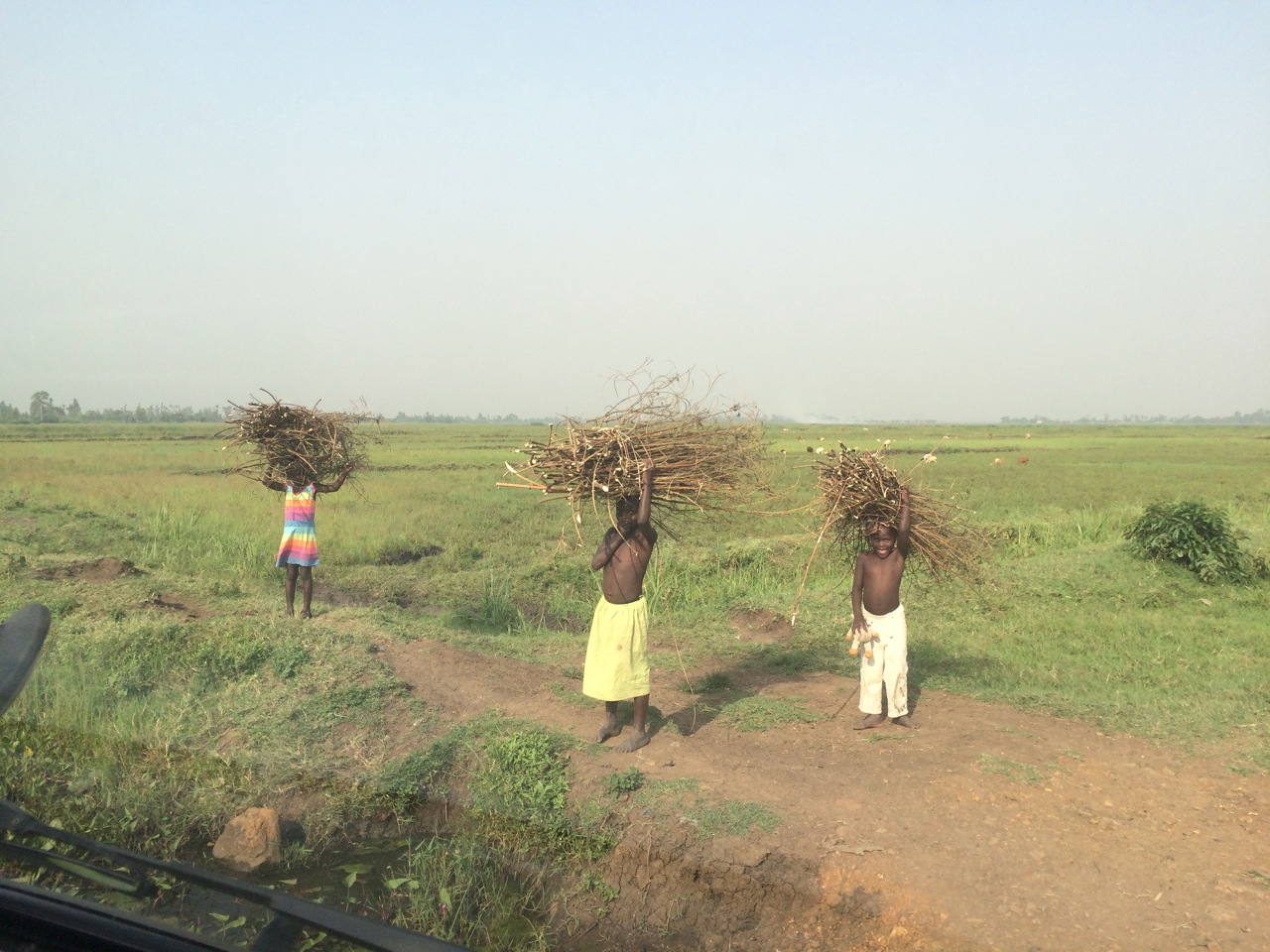
Dětští sběrači chrastí v Keni

Klest je slabé dříví, které pochází z větví stromů nebo keřů. ČSN 48 0000 „Názvosloví v lesním hospodářství“ z roku 1965 klest definovala jako „oddělené malé větve stromu, někdy i jiné části stromu, například vršky zbývající v lese po těžbě dřeva“. Státní podnik Lesy České republiky na svém webu uvádí, že za klest se považuje přirozený opad větví a zbytky po těžbě, které nemají na silnějším konci větší průměr než 7 cm bez kůry, ničím však tuto definici nezdůvodňuje ani nedokládá. Slovník spisovného jazyka českého v definici klestu uvádí v závorce v rámci definice upřesnění „do průměru 6 cm“.

## Název
Slovník spisovného jazyka českého i Slovník spisovné češtiny vykládají slovo klest pomocí synonym klestí, chrastí, roští. Slovník spisovného jazyka českého uvádí na prvním místě klest v rodě mužském (klest bez klestu) a jako druhou variantu v rodě ženském (klest bez klesti), přičemž hromadné slovo klestí uvádí samostatně pod jiným heslem. Slovník spisovné češtiny uvádí slovo klest pouze v rodě mužském, vedle něj pak jako variantu hromadné slovo klestí ve středním rodu. Internetová jazyková příručka ÚJČ AVČR uvádí všechny varianty, k jejich frekvenci pak zmiňuje: „Nejčastěji užívané je hromadné podstatné jméno středního rodu klestí; nejméně frekventovaná podoba je klest v ženském rodě.“
Český zákon o lesích z roku 1995 i československý lesní zákon z roku 1960 zmiňují klest v ženském rodě jednotného čísla (suchou, spadlou klest), rakouský císařský patent z roku 1852 v české verzi zmiňoval klesť rovněž v ženském rodu, ale s „ť“ na konci. Naopak zákony, které nařizují provozovatelům infrastruktury odstranit klest po těžbě, zmiňují klest v mužském rodě s tvrdým skloňováním (vzniklého klestu).

## Význam a výskyt
Klest z přirozeného opadu větví je spolu s hrabankou, listovkou a stojícími i padlými uschlými stromy součástí přírodního ekosystému, který může mít vliv na prostředí pro různé rostliny, mechy, lišejníky, houby, hmyz, ptactvo, podílí se na tvorbě a obnově půdy atd. Na cestách a stezkách i v lesích užívaných ke sběru hub a jiných lesních plodů nebo hospodářsky využívaných však mohou být klest i spadané větve a kmeny vnímány jako dopravní překážka, která ztěžuje pohyb.
Obyvatelé venkova i rekreanti pobývající či tábořící v blízkosti lesa využívají někdy klestí i větší spadané větve či soušky jako palivové dřevo, čímž zároveň les pročišťují. V různých zemích a v různých obdobích je sběr dřeva, šišek, hrabanky atd. regulován různě, rovněž vlastníci a správci lesů mají k němu různý přístup. Drobné klestí je vhodné zejména na zátop (rozdělávání ohně), silnější větve mohou být vhodné i k udržování ohně. Vzhledem k neskladnosti a obtížné manipulaci je však mnohdy klestí pocházející z těžby dřeva považováno za odpad, který je neefektivní dále zpracovávat a využívat, a proto se někdy na místě likviduje pálením; za ekologičtější způsob likvidace je považováno štěpkování nebo drcení a následné rozptýlení v lesním prostoru. Pružnější chrastí, podobající se proutí, se dá použít též k výrobě košťat či metel.

## Právní regulace
Cisařský patent č. 250/1852 ř. z., zákon lesní pro korunní země Rakousy pod Enží a nad Enží, Salcbursko, Štyrsko, Korutany, Krajinsko, Gorici, Gradišťku, Istrii, Terst, Tyrolsko a Vorarlbersko, Čechy, Moravu, Slezsko, Halič s Krakovskem a pro Bukovinu, stanovil v § 60, že má být za pych čili za škodu lesní pokládáno a trestáno, když by někdo sbíral klesť a dříví suché čili souše. Podle § 61 kdoby, nemaje k tomu práva neb dovolení, nebo na odpor výmínkám ustanoveným, sbíral klesť nebo dříví suché, může donucen býti, aby dříví již nasbírané na místě zanechal; nástroje pak i nářadí ruční, ježto bez dovolení vzal s sebou, propadnou k fondu pro chudé toho místa, v jehož okresu se činu trestného byl dopustil. Staloli by se to opět, má býti potrestán vězením jednoho až i tří dnův.
Československý lesní zákon 166/1960 Sb. v § 12 stanovil: „Každý smí užívat nezahájených lesních cest, chodníků a vstupovat do nezahájených lesních porostů; rovněž smí sbírat lesní plodiny, léčivé rostliny, suchou odpadlou klest, prázdné šišky a odpadovou kůru. Ministerstvo zemědělství, lesního a vodního hospodářství může upravit využití i ostatních užitků, které poskytuje les.“
Československý lesní zákon 61/1977 Sb. obecné užívání lesa a právo vstupu do něj neupravoval a sběrem lesních plodů či klestí se nezabýval.
Český lesní zákon 285/1995 Sb. v § 19 stanoví: „Každý má právo vstupovat do lesa na vlastní nebezpečí, sbírat tam pro vlastní potřebu lesní plody a suchou na zemi ležící klest. Při tom je povinen les nepoškozovat, nenarušovat lesní prostředí a dbát pokynů vlastníka, popřípadě nájemce lesa a jeho zaměstnanců.“ Definici klesti však neobsahuje ani na žádnou neodkazuje.
Klest ze v českém lesním zákoně 285/1995 Sb. zmíněna ještě v § 32, podle kterého se na likvidaci klesti a dalších těžebních zbytků, prováděnou za účelem prevence vývoje, šíření a přemnožení škodlivých organismů, nevztahují právní předpisy o ochraně ovzduší.
Nařízení vlády č. 30/2014 Sb., o stanovení závazných pravidel poskytování finančních příspěvků na hospodaření v lesích a na vybrané myslivecké činnosti, zmiňuje v § 3 i v příloze finanční příspěvek na likvidaci klestu štěpkováním nebo drcením při obnově lesa s rozptýlením hmoty v obnovovaném porostu jakožto ekologické a k přírodě šetrné technologie při hospodaření v lese.
Okrajově je klest, tentokrát v mužském rodě, zmíněn v energetickém zákonu 458/2000 Sb. (§ 58 odst. 4), podle nějž provozovatel plynovodu „po provedení odstranění nebo okleštění stromoví je povinen na svůj náklad provést likvidaci vzniklého klestu a zbytků po těžbě“. Podobně zákon 127/2005 Sb., o elektronických komunikacích, v § 104 ukládá provozovateli telekomunikační sítě po vykácení nebo okleštění dřevin na svůj náklad provést likvidaci vzniklého klestu a zbytků po těžbě, nedohodne-li se s vlastníkem dotčené nemovitosti jinak. Obdobnou povinnost má podle § 3 zákona č. 189/1999 Sb., o nouzových zásobách ropy, provozovatel ropovodu, produktovodu nebo souvisejícího skladovacího zařízení, a podle § 10 zákona č. 266/1994 Sb. provozovatel dráhy.